# Mangaweka
Mangaweka est une localité de la région de Manawatu-Wanganui dans l’île du Nord de la Nouvelle-Zélande.

## Situation
Elle siège sur le trajet de la State Highway 1/S H 1 .
Elle siège entre la ville de Taihape au nord et la ville de Hunterville vers le sud.
Le fleuve Rangitikei, qui court le long du centre-ville, est réputée pour le rafting, le kayak, la pèche et la natation.

## Population
Elle a une population d’un peu moins de 200  habitants lors du recensement de 2018 en Nouvelle-Zélande.

## Éléments caractéristiques
Le centre-ville est intéressant non seulement du point de vue visuel et du fait du caractère historique de la rue principale, mais aussi parce qu’il abrite une communauté croissante d’artistes.
La rue principale a été préservée dans son état original du fait que la SH1 a été relocalisée au début des années 1980.
Ceci a déchiré le cœur du centre de la ville si bien que la rue principale est devenue redondante, mais c’est ce qui fait que le centre-ville est une attraction touristique aujourd’hui avec autant de personnes, qui s’arrêtent pour y faire des photographies et visiter les galeries d’art, qui sont florissantes.
La principale caractéristique dans Mangaweka est un avion DC-3 dressé.
Il était initialement situé au-dessus du trajet de la SH1 au niveau d’un salon de thé mais est maintenant la caractéristique de l’histoire de la Nouvelle-Zélande.
Il y a aussi un café très actif sous le DC3, qui sert de base pour la société de rafting sur la rivière.
Le département de la Conservation ou Doc a installé plusieurs chemins de randonnées spectaculaire autour de la ville de Mangaweka, comprenant le trajet de l’une des anciennes lignes de chemin de fer de la ligne principale de l’île du nord (en), qui a été remplacée par une déviation en 1981.

## Personnalités notables
Les personnes fameuses (ou moins fameuses), qui ont vécu dans la ville de Mangaweka comprennent: 
- Le poète néo-zélandais Sam Hunt (en),
- L’artiste Robin White (en) (dont la peinture célèbre intitulée "Mangaweka" exposée au musée (Te Papa de Wellington)
- Le photographe /artiste  Richard Aslett .

## Évènements
La ville abrite le festival annuel, très controversé, nommé  «Fakes & Forgeries Art Exhibition and Festival» en octobre et novembre, qui en 2007 accueillit à Mangaweka, son plus fameux enfant: Karl Sim alias ‘Carl Feodor Goldie’, un faussaire de génie.
Un autre élément caractéristique majeure du paysage, qui est proche de la ville est l’un des plus grands viaducs de chemin de fer du pays, situé sur le trajet de la déviation de Mangaweka (en)  et le canyon du fleuve  Rangitikei, qui fournit le lieu pour le plus haut site où l’on trouve des chauve-souris dites flying fox ou roussettes  dans l’hémisphère sud avec ses 80 m de déclivité et qui servait aussi de tremplin pour le saut à l’élastique. C'est là aussi la localisation des prises de vues du Le Seigneur des anneaux mais aussi de la localisation du film "Mangaweka Assembly of God".